# Swartzia polyphylla
Swartzia polyphylla là một loài thực vật có hoa trong họ Đậu. Loài này được DC. miêu tả khoa học đầu tiên.